# Finse
Finse [fiʹnsə] är en ort på västra Hardangervidda i Ulviks kommun i Vestland fylke i västra Norge, 302 km från Oslo. Finse är den högst belägna stationen på Bergenbanan (1 222 m ö.h.). Nära Finse når järnvägslinjen sin högsta punkt, 1 237 m över havet.
Finse var platsen där George Lucas i mars 1979 valde att spela scenerna från isplaneten Hoth i Star Wars: The Empire Strikes Back, eftersom dess kyliga landskap stämde överens och matchade fiktionen som George Lucas önskade, bland annat för glaciärens skull.
Finse är också platsen där Anne Holts roman 1222 utspelas.
Vid Finse finns en minnessten över polarforskaren Robert Falcon Scott, som provade ut sin utrustning här före färden till Sydpolen 1911–12.

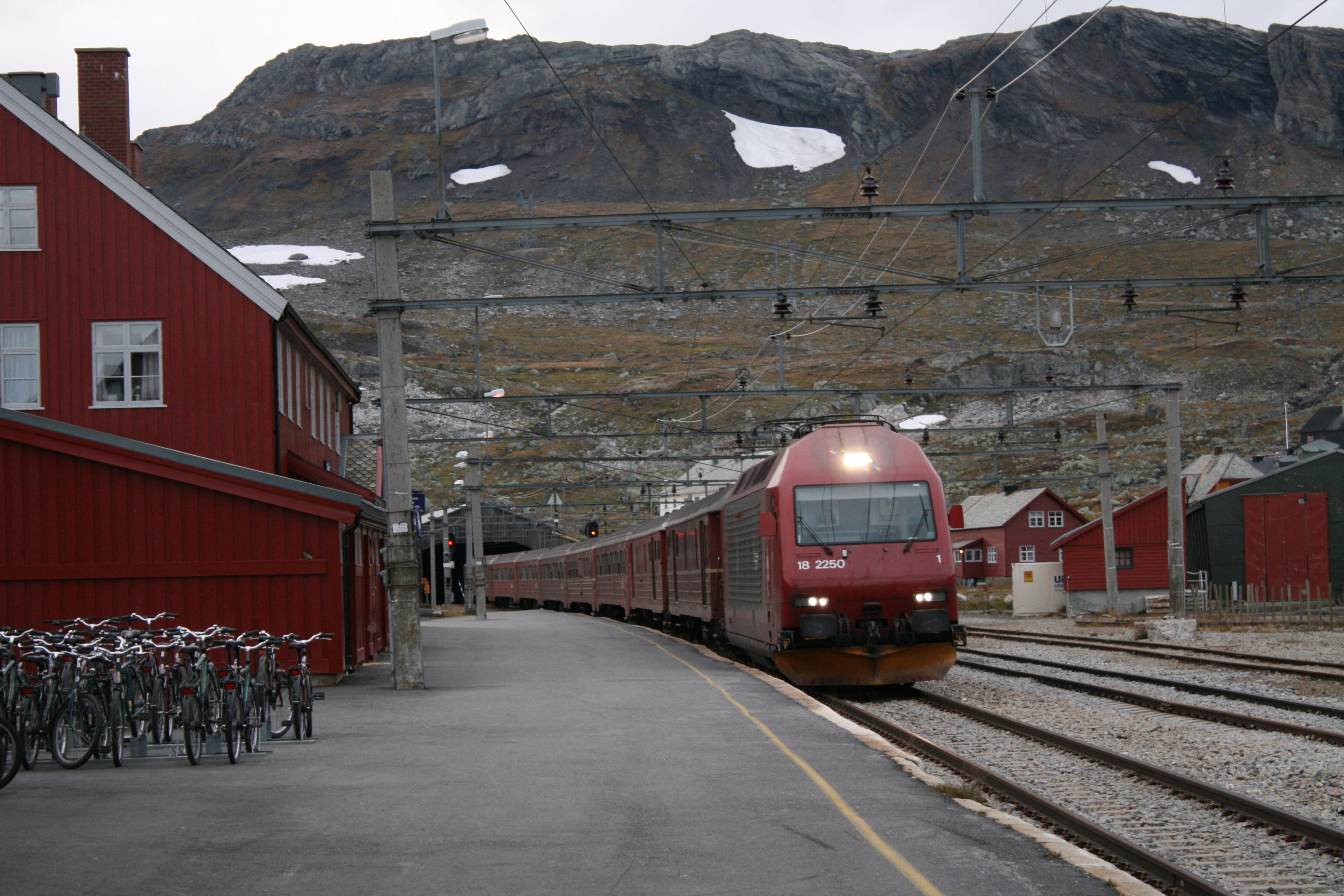
Finse station.